# کوندی نست

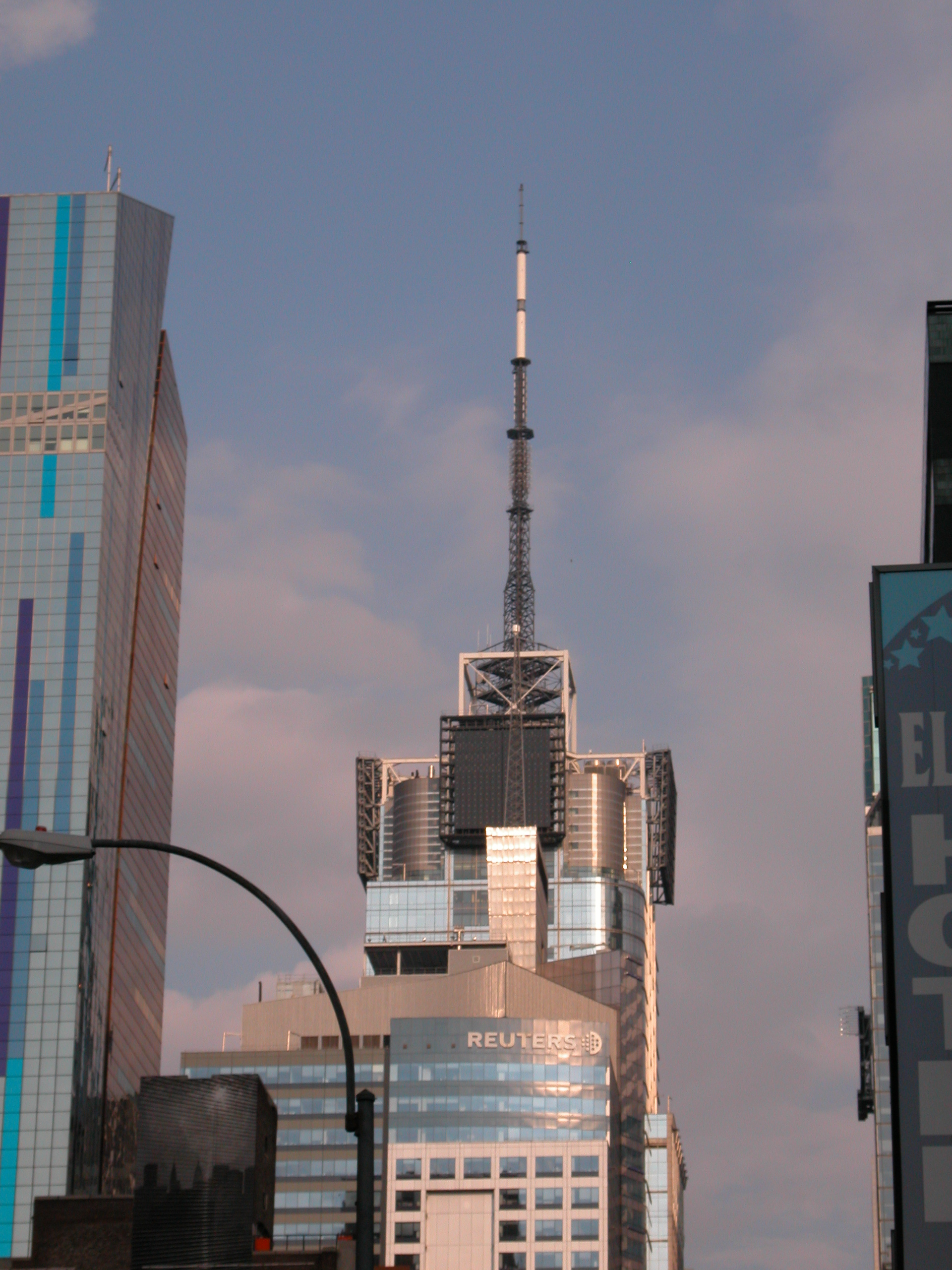
ساختمان کوند نست در نیویورک

کوندی نست (به انگلیسی: Condé Nast Publications) یک شرکت جهانی فعال در زمینهٔ رسانه گروهی است که در سال ۱۹۰۹ توسط فردی به همین نام تاسیس شد و اکنون مالکیت آن متعلق به ادونس پابلیکیشنز است. مقر اصلی این شرکت در مرکز تجارت جهانی یک در منطقه اقتصادی منهتن واقع است.
برند رسانه‌ای این شرکت بیش از ۷۲ میلیون مصرف‌کنندهٔ محصولات چاپی، ۳۹۴ میلیون مصرف‌کنندهٔ محصولات دیجیتال، و ۴۵۴ میلیون مصرف‌کننده در شبکه‌های اجتماعی را جذب می‌کند از جمله ووگ، نیویورکر، جی‌کیو، گلامور، آرکیتکچرال دایجست، ونتی فر، پیچفورک، وایرد و بون‌اپتیت. آنا وینتور (سردبیر ووگ آمریکا) مدیر هنری و مدیر محتوای شرکت است. این شرکت در سال ۲۰۱۱ زیرمجموعه‌ای به نام Condé Nast Entertainment را برای تولید فیلم، برنامهٔ تلویزیونی، ویدیوهای اجتماعی و دیجیتال و واقعیت مجازی تاسیس کرد.
این شرکت در نیویورک، شیکاگو، میامی، مادرید، میلان، توکیو، لندن، پاریس و مسکو شعبه دارد.